# 山川光鰓魚
山川光鰓魚（學名：Chromis yamakawai），又稱山川光鰓雀鯛，是輻鰭魚綱鱸形目雀鯛科光鰓魚屬的其中一種，分布於西印度洋日本及菲律賓海域，深度2至26公尺，體長可達13.1公分，棲息在珊瑚礁區，以浮游生物為食，繁殖期時成對出現，雄魚會守護卵直到孵化，生活習性不明。